# Cloxazolam
Cloxazolam ist ein Arzneistoff aus der Gruppe der Benzodiazepine, und besitzt amnestische, anxiolytische, antikonvulsive, hypnotische, sedative und muskelrelaxierende Potenziale. Es wird in der Medizin als Anxiolytikum sowie als Prämedikation vor chirurgischen Eingriffen verwendet.
Cloxazolam wurde 1973 von Daiichi Sankyō patentiert und bereits 1974 unter dem Fertigarzneimittelnamen Sepazon auf den japanischen Markt gebracht. Einige Zeit später folgte die Einführung auf dem europäischen Markt.

## Pharmakokinetik
Cloxazolam selbst ist ein Prodrug und quasi wirkungslos. Erst die aktiven Hauptmetaboliten Delorazepam und Lorazepam erzeugen die für Benzodiazepine typische, beruhigende und angstlösende Wirkung. Delorazepam hat eine etwa 1000-mal höhere Affinität zum Benzodiazepinrezeptor als Cloxazolam.
Nach oraler Einnahme wird Cloxazolam mit bis zu über 75 % rasch resorbiert und die maximale Plasmakonzentrationen des Delorazepam tritt nach 2–3 Stunden auf. Die biologische Halbwertszeit der Muttersubstanz liegt bei 55–75 Stunden, die des aktiven Hauptmetaboliten Delorazepam bei bis zu 100 Stunden. Die Äquivalenzdosis zu 10 mg Diazepam ist 2 mg.

## Nebenwirkungen
Häufige Nebenwirkungen sind Benommenheit, Schwindel, Kopfschmerzen, Schläfrigkeit und Verwirrtheit. In seltenen Fällen kann eine paradoxe (gegensätzliche) Wirkung mit Erregung (Angst, Aggressivität, agitierter Verwirrtheitszustand) auftreten, die keinesfalls mit Dosissteigerung beantwortet werden darf.
Cloxazolam weist wie alle Arzneistoffe aus der Benzodiazepin-Klasse ein hohes Abhängigkeits- und Missbrauchspotenzial auf.

## Handelsnamen
Monopräparate
Akton (BE, LU), Anoxolan (BR), Cloxam (PT), Lubalix (CH, nicht mehr im Handel), Olcadil (AT, D, ebenfalls nicht mehr im Handel), Sepazon (JP)